# Gabriëlla Wammes
Gabriëlla Wammes (* 6. November 1985 in Amsterdam) ist eine ehemalige niederländische Kunstturnerin. 
Wammes nahm an den Turn-Weltmeisterschaften 2001 in Gent teil. Dort waren sie zusammen mit Renske Endel und Verona van de Leur im niederländischen Team auf den fünften Platz gekommen. Turn-Weltmeisterschaften 2003 in Anaheim (USA) konnte sie sich nicht für die Olympischen Sommerspiele 2004 in Athen qualifizieren. Aufgrund der wiederkehrenden Rückenverletzungen wurde in weitere Sportlerlaufbahn unterbrochen.
Sie ist die Schwester von Turner Jeffrey Wammes.